# جورج ستريت بوون
جورج ستريت بوون (بالإنجليزية: George Street Boone)‏ هو سياسي أمريكي، ولد في 27 أبريل 1918، وتوفي في 22 نوفمبر 2004. حزبياً، نشط في الحزب الديمقراطي.